# Acheral
Acheral är en ort i Argentina.   Den ligger i provinsen Tucumán, i den norra delen av landet, 1 100 kilometer nordväst om huvudstaden Buenos Aires. Acheral ligger 361 meter över havet och antalet invånare är 3 913.
Terrängen runt Acheral är platt. Närmaste större samhälle är Monteros, 5,8 kilometer sydväst om Acheral. 
Trakten runt Acheral består till största delen av jordbruksmark. Runt Acheral är det ganska tätbefolkat, med 54 invånare per kvadratkilometer.